# Esoterische roman
Een esoterische roman, niet te verwarren met de spirituele roman, is een magisch realistische roman waarin de hoofdpersoon te maken krijgt met esoterie en geheime genootschappen.

## Voorbeelden
- Wijlen Sarah Silbermann van Hubert Lampo
- De Alchemist van Paulo Coelho
- De Da Vinci Code van Dan Brown
- De engel van het westelijk venster van Gustav Meyrink
- De slinger van Foucault van Umberto Eco
- Het laatste offer van Simone van der Vlugt
- Zanoni van Edward Bulwer-Lytton